# جانيت تود
جانيت تود (بالإنجليزية: Janet Todd)‏ هي أخصائية في الأدب وكاتِبة بريطانية، ولدت في 10 سبتمبر 1942 في Mid Wales ‏ في المملكة المتحدة.